# Risto Luukkonen
Risto Valter Luukkonen (ur. 13 lipca 1931 w Tuusuli, zm. 12 sierpnia 1967 w Helsinkach) – fiński pięściarz. Reprezentant kraju podczas igrzysk olimpijskich w 1952 w Helsinkach. Na igrzyskach wziął udział w turnieju w wadze muszej. W pierwszej rundzie przegrał 3:0 z reprezentantem Stanów Zjednoczonych Nathanem Brooksem, który później zdobył złoty medal.